# Gól

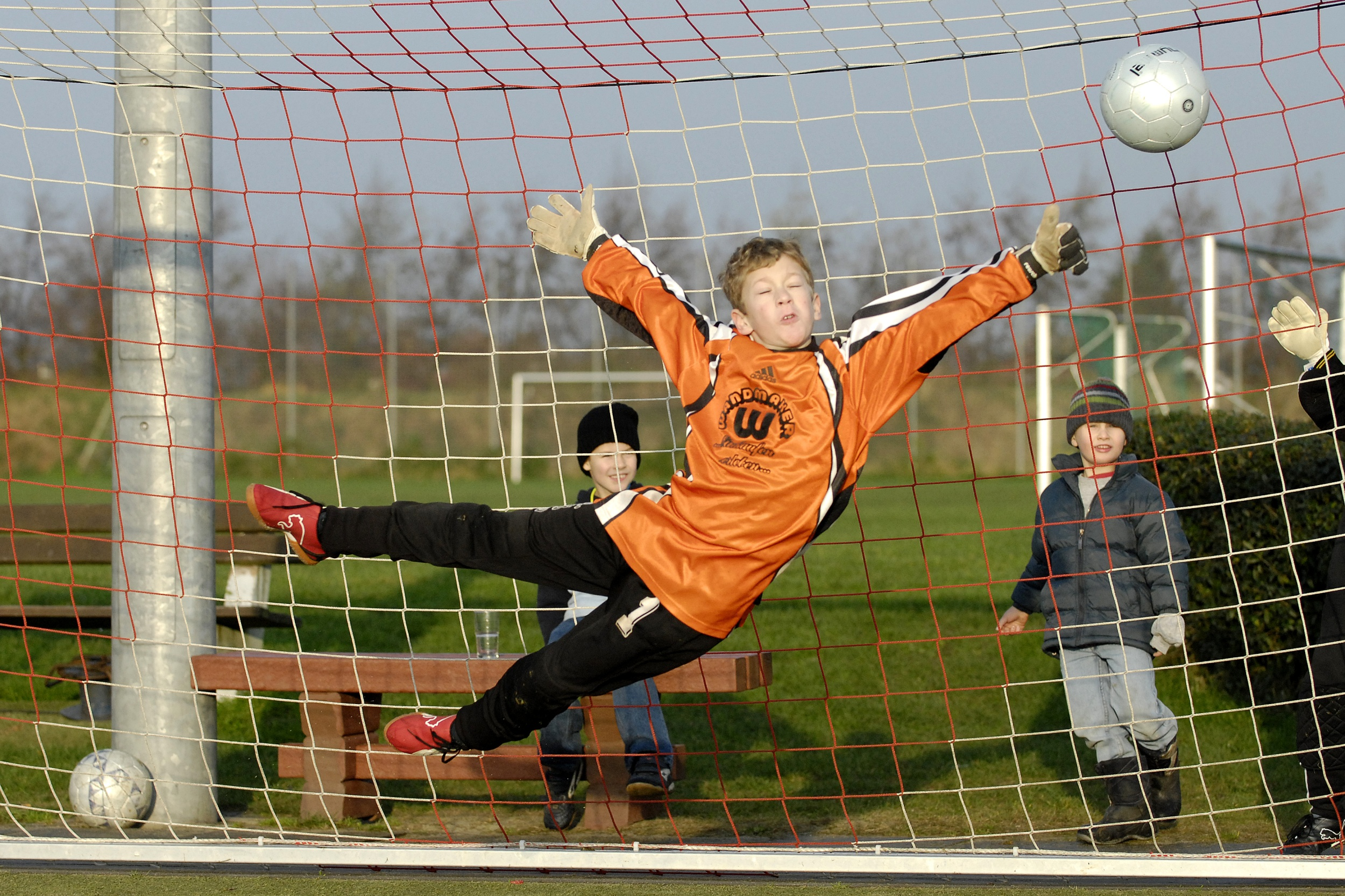
Fotbalový brankář, který nedokázal zabránit gólu

Jako gól, česky také branka, se v mnoha sportech označuje úspěšné dopravení míče či jiného herního předmětu na určené místo (typicky do branky). Množství dosažených gólů má vliv na výsledek zápasu, v mnoha sportech jsou góly jediným prostředkem bodování. Jako bodová jednotka se gól používá ve všech formách fotbalu, ledním i pozemním hokeji, vodním pólu, házené, kolové, lakrosu, florbalu i v dalších sportech. V některých jiných sportech se pro stejný pojem nepoužívá slovo gól (například koš v basketbalu). Rozhodování o tom, zda bylo či nebylo gólu dosaženo, je zodpovědností rozhodčích.
Slovo gól pochází z anglického slova goal, které znamená cíl, meta, či mezník (a v angličtině se používá i pro samotnou branku).
V některých sportech může hráč způsobit gól proti vlastnímu mužstvu (např. při pokusu o přihrávku vlastnímu brankáři ve fotbalu); to se označuje jako vlastní gól, ale v řadě dalších sportů (např. v ledním hokeji) tento pojem v podstatě neexistuje (resp. v případě vlastního gólu je branka přiznána tomu hráči soupeřova týmu, který se jako poslední dotkl puku předtím, než bylo dosaženo branky).
V některých sportech pravidla ve zvláštních případech umožňují přiznat družstvu dosažení gólu, přestože k němu nedošlo. Tímto způsobem se může řešit např. závažné porušení pravidel hry bránícím družstvem. Dalším takovým zvláštním případem může být i přiznání gólů při kontumační výhře (ve fotbale zpravidla 3:0, v ledním hokeji 5:0), která bývá nařízena výjimečně v případě, že nastaly okolnosti, které si vynucují přerušení nebo zrušení utkání např. v důsledku nekázně diváků či nedostavení se jednoho z týmů k utkání. Takové góly se započítávají pouze do statistik týmů, ale nejsou přiznány žádným konkrétním hráčům.